# حكم (قبيلة)
 بنو الحكم  هي قبيلة عربية من أقدم القبائل العربية في شبه الجزيرة العربية، ينتشر معظمهم في اليمن وجازان، حضارتهم اليوم مدينة المضايا.

## نسبهم
اختُلف في نسب الحكم على قولين هما:
- الحكم بن مليح بن الهون بن خزيمة بن مدركة بن إلياس بن مضر بن نزار بن مَعَد بن عدنان.[3][4]

- الحكم بن سعد العشيرة بن مالك (وهو مَذْحِج) بن أدد بن زيد بن يَشْجُب بن عريب بن زيد بن كهلان بن سبأ بن يشجب بن يعرب بن قحطان.[5]

قيل إنهم دخلوا في مذحج فقالوا: "نحن بنو الحكم بن سعد العشيرة" وهم رهط الجرَّاح الحَكَمي. وقال أبو الحجاج الأشعري إن بعض النسابين نسبوا الحكم إلى الهون على الرغم من مخالفته لرأيهم، وذكر أن هؤلاء النسابين قالوا:
ومن ذكروا أنهم من مذحج قالوا:
سعد العشيرة كان يُكنى (أبا الحكم) نسبة لابنه. و قيل إنه سُئل عن عشيرته فقالوا: من هؤلاء يا أبا الحكم؟ قال: هم العشيرة. فقال الناس: هؤلاء عشيرته، فسُمِّي سعد العشيرة بذلك.

## ذكرهم في الحديث النبوي
- في حديث أنس «شَفَاعَتِي لِأَهْلِ الْكَبَائِرِ مِنْ أُمَّتِي حَتَّى حَكَم وحَاء». قال ابن الأثير: حكم وحاء هما حيَّان من اليمن، من وراء رمل يبرين. وقال الزُّهري: حكم وحاء قبيلتان من مَذْحِج.[9][10]
- «هذا الحياءُ رُزِقه أَهلُ اليمنِ وحُرِمَه قَوْمُك» حديث صحيح، ما جاء في وفد بني الحكم للنبي صلى الله عليه وسلم، حين وصف النبيُّ صلى الله عليه وسلم الصحابيَّ عبدَ الجد بن ربيعة بن حجر الحكمي وقومَه بني الحكم بصفة الحياء.[11][12]

## بنو الحكم قبل الإسلام
سكن الحكميون في الجزء التهامي الغربي من الجزيرة العربية، في الإقليم المسمى مخلاف حكم أو بلد حكم. وكان سكنهم فيه منذ عصر ما قبل الإسلام. ذكر الهمداني يقول في الإكليل، أن معداً كانت في تهامة، فلما قاربت بلدَ حكم، حاربتها، فأخرجتها إلى الحجاز. ذكر محمد بن اسحاق، إجلاء بكر وتغلب من تهامة أن قحطان قصدت لها فأجلتها إلى العراق وسكنت مكانها حكم، ولها في ذلك أشعار وروايات.
وأورد المؤرخ جواد علي في تاريخه الشهير المفصل في تاريخ العرب قبل الإسلام، أنَّ اسم (حكم) جدَّ القبيلة، عُثرَ عليه منقوشاً في النص (jamme616) الذي يتحدث عن المعارك التي قادها أقيال (بيت ريمان) وجنود الملك (نشأ كرب) على القبائل التي تمردت عن دفع الرسوم الواجبة للملك. ولقد ذكر حكم في النص بلفظ (حكمم) على طريقة اللغة الحميرية القديمة، بل إن النص يؤكد غزو الملك لـحكم، حيث ورد في النقش ذكر وادي خلب، وهو من أودية قبيلة الحكم. وقال العوتبي في «الأنساب»، عن وادعة بن عمرو بن عامر«... ثم ساروا حتى انتهوا إلى بلاد مذحج فخرجت إليهم أهل الخنق، وهم بنو حكم فحاربت الأزد عن بلادها».
في المثل: (حِدَأ حِدَأَ وراءَكِ بُنْدُقَة) وهما قبيلتان حِدَأُ بن نمرة بن سعد العشيرة، وبندقة بن مظة بن سلهم بن الحكم، أَغارت حِدَأ عَلَى بندقة، فنالَتْ منهم، ثم أغارت بندقة على حِدأ، فأَبادتـهم؛ قَالَ الأَزهري: وأَنشد هنا للنابغة الذبياني:
وروى ثعلب عن ابن الأَعرابي: كانت قبيلةٌ تتعمد القبائل بالقتال، يقال لها حِدَأَة، وكانت قد أبرت على الناس، فتحدتها قبيلة يقال لها قبيلة بندقة من الحكم، فهزمتـها، فانكسرت حِدأَة، حتى أصبح مثلاً عند العرب، فكانت العرب إِذَا مر بِهَا حِدئي تقول لَهُ: «حِدَأَ حِدَأَ وراءكِ بُنْدُقة» بقصد إخافتهم من قبيلة بندقة من الحكم.

## مخلاف حكم
بلاد حكم وهي خمسة أيام في أودية بلد همدان وخولان، هو نسبه إلى قبيلة الحكم، وقاعدته مدينة الخصُوف على عدوة وادي خُلب ' والشَّرجة ساحله (مرساه). وملوكه من حكم آل عبد الجدَ في الجاهلية ثم الإسلام. وفيه مُدن مثل الهجر والخصوف والساعد والسقيفتين والشرجة ساحله، والحِردة وعطنة ساحلا المهجم والكدراء، وببلد حكم قرى كثيرة مثل العداية والركوبة والمخارف والقليق وبها وادي حرض وحيران وخِدلان وواديا بني عبس ووادي الحيد ووادي تعشر ووادي جُحفان ووادي لية ووادي خُلب ووادي زائرة ووادي شابة وضمد وجازان وصبيا وملوكه من ذكرنا من الحكميين ثم آل عبد الجد.
حدوده : يمتد هذا المخلاف من وادي صبياء شمالاً إلى أودية عبس جنوباً. قال الهمداني (ت بعد 344 هـ) وهو يعدد أودية تهامة: «يتلوه (أي وادي مور) وادايا بني عبس من حكم، ووادي حيران وخذلان» وهذه الأودية جنوب حرض، ضمن أراضي الجمهورية اليمنية حالياً. وبذلك فإن الحدود القديمة لمخلاف حكم تجاوزت حرض أو (الشرجة) لتشمل عبس.
وضمد واد عظيم فيه قرى كثيرة آهلة بالسكان ونسب إلى ضمد بن يزيد بن الحارث بن علة بن جلد بن مذحج. الساعد من أرض حكم قرية لحكـم، والسقيفتان قرية لبلاد حكم على وادي خلب ويكون بها وبالساعد أشراف حكم بنو عبد الجد. ثم الهجر قرية ضمد وجازان وفي بلد حكم قرى كثيرة يقال لها المخارف وصبيا ثم بيش وبه موالي قريش وساحله عثر وهو سوق عظيم شأنها وقد تثقله العرب فيقولون عثر وإلى حازة، والقحمة أيضا على ساحل البحر من مخلاف حكم.

## المخلاف السليماني
المخلاف السليماني أسست قبيلة بني الحكم في فترة (350هـ) إلى (943هـ) ما سمّي بالمخلاف السليماني وهو ما يعرف اليوم بمنطقة جازان وكان المخلاف يمتد من حرض (حالياً شمال اليمن إلى قرب مكة المكرمة وظلت تسمية المخلاف السليماني بهذا الاسم إلى منتصف القرن الرابع عشر الهجري وعاصمته درب النجا (أبو عريش) تحت حكم السلطان سليمان بن طرف بن غطريف الحكمي وهو أحد المخاليف القديمة أثناء حكم دولة بني الحكم. وكانت من القبائل الموالية للخلافة العباسية، وكانت على علاقة طيبة ببني العباس في بغداد ودمشق وأصفهان وغيرها من المناطق.

## أعلام بني الحكم
- الصحابي عبد الجد بن ربيعة الحكمي: هو عبد الجد بن ربيعة بن حجر بن عبد الله بن المتبيض بن عوف بن الحكم وله وفادة للنبي صلى الله عليه وسلم، نزيل مصر وشهد فتحها واختط بها وأعقب.[37][38]

وفد عام الوفود في السنة العاشرة للهجرة النبوية حين وفد على النبي صلى الله عليه وسلم في قومه، ترجم له ابن حجر العسقلاني وأورد أنه كان عند رسول الله وعنده ناس من أهل اليمن – وكان يطلق على جنوب المملكة يمن – فدعا رسول الله للقوم بماء فلم يشرب أحدٌ إلا النبي ورجلٌ يستره، فقال عيينة بن حصن: ما هذه السُنَّـة يا رسول الله؟ فقال النبي صلى الله عليه وسلم: « الحياء رُزِقَهُ أهل اليمن إذ حرمه قومك». وقال بن منده مثل بن عبد البر سواء وزاد عداده في أهل مصر ثم ساق من طريق سعيد بن عفير حدثني خلف بن المنهال حدثنا المصطلق بن سليمان بن الخطاب الحكمي عن الخطاب بن نصير الحكمي عن عبدِ اللّه بن حُلَيْل عن عبد الجَدِّ بن ربيعة: أَنه كان عند النبي صَلَّى الله عليه وسلم، وعنده ناس من أَهل اليمن، وعنده عُيَيْنَة بن حِصْن، فدعا القوم فقاموا: فما بقي فينا أَحد إِلا النبي صَلَّى الله عليه وسلم ورجل يستره بثوبه، فقلت: ما هذه السُّنَّة؟ فقال رسول الله صَلَّى الله عليه وسلم: «هذا الحياءُ، رُزِقه أَهلُ اليمنِ وحُرِمَه قَوْمُك».أخرجه الثلاثة
وأيضا في عام الوفود بايعه الصحابي الرسول على الإسلام والسمع والطاعة لله وللرسول، وكان النبي صلى الله عليه وسلم يعطي لكل ذي قدر قدرة من الاحترام والتبجيل وقد خص النبي صلى الله عليه وسلم بعض زعماء القبائل العربية بفرش ردائه إكراماً لهم عند مقدمهم إليه. ومن مفاخر هذا الصحابي الجليل والشيخ المهيب عندما بسط له النبي صلى الله عليه وسلم رداءه الشريف ليجلس عليه مقرباً به هذا الشيخ اليه ومرحباً به. قال لسان العرب الحسن بن أحمد الهمداني قصيدة ممتدحاً بعض ملوك وأقيال وسادات وأشراف اليمن وهم ستة الأبيض بن حمل المأربي، جرير بن عبد الله البجلي، أبرهة بن شرحبيل الحميري، وائل بن حجر الحضرمي، عبد الجد بن ربيعة الحكمي، الحارث بن عبد كلال الحميري الذين فرش لهم النبي صلى الله عليه وسلم رداءه الشريف إكراماً لهم:
- الصحابي ثوبان بن بجدد الحكمي، مولى النبي محمد صلى الله عليه وسلم. ذكر المُفسِّرون في أسباب النزول للآية 69 من سورة النساء: ﴿وَمَنْ يُطِعِ اللَّهَ وَالرَّسُولَ فَأُولَئِكَ مَعَ الَّذِينَ أَنْعَمَ اللَّهُ عَلَيْهِمْ مِنَ النَّبِيِّينَ وَالصِّدِّيقِينَ وَالشُّهَدَاءِ وَالصَّالِحِينَ وَحَسُنَ أُولَئِكَ رَفِيقًا ۝٦٩﴾ [النساء:69]، أنها نزلت في ثوبان. قال ابن الكلبي:[45] | حكم (قبيلة) | نزلت في ثوبان مولى رسول الله صلى الله عليه وسلم، وكان شديدَ الحبِّ له قليلَ الصَّبرِ عَنْهُ، فأتاه ذاتَ يومٍ وقد تغيَّر لونه ونحل جسمه، يُعرَفُ في وجهِهِ الحزن، فقال له رسول الله: «يَا ثَوْبَانُ مَا غَيَّرَ لَوْنَكَ»؟ فقال: يا رسول الله ما بي من ضُرٍّ ولا وجعٍ غير أنِّي إذا لم أَرَكْ اشتقتُ إليك واستوحشتُ وحشةً شديدةً حتى ألقاك، ثم ذكرتُ الآخرة وأخافُ ألَّا أراكَ هناك؛ لأنِّي أعرف أنَّك تُرْفَعُ مع النبيين، وأنِّي وإنْ دخلتُ الجنَّة كنتُ في منزلةٍ أدنى من منزلتك، وإن لم أدخل الجنَّة فذاك أحرى ألَّا أرك أبدًا، فأنزل الله تعالى هذه الآية. | حكم (قبيلة) |

قال له رسول الله: «إن شئت أن تلحق بمن أنت منهم، وإن شئت أن تكون مِنا أهل البيت» فثبت على ولاء رسول الله ولم يزل معه سفراً وحضراً إلى أن توفي رسول الله صلى الله عليه وسلم ، وعن أبي العالية الرياحي: «أن النبي قال: من تكفل لي أن لا يسأل أحداً شيئاً وأتكفل له بالجنة، فقال ثوبان: أنا، فكان لا يسأل أحداً شيئاً».
- الصحابي أبو موسى الحكمي له حديث في القدر. ذكره البخاري في الكنى من تاريخه، وذكره الحاكم في كتابه. وأخرج ابن مندة من طريق الحسن بن حبيب عن ندبة عن الحجاج بن الفرافصة عن عمرو بن أبي سفيان قال: (كنا عند مروان فجاء أبو موسى الحكمي فسأله: هل كان للقدر ذكر في عهد النبي صلى الله عليه وسلم ؟: فقال: قال النبي صلى الله عليه وسلم: (لا تزال هذه الأمة متمسكة بما هي فيه ما لم تكذب بالقدر) وترجم له ابن الأثير وقال ابنقطة: (أبو موسى الحكمي يعد في الصحابة روى عنه عمرو بن أبي سفيان).[48][49]
- فاتح بلاد خراسان الأمير الجراح بن عبدالله الحكمي وهو أبو عقبة الجرَّاح بن عبد الله الحكميّ الوالي الأموي على خراسان الكبرى والمشرق وسجستان، وهو تابعي عاصر الصحابة، وحارب وجاهد في نصرة الإسلام ونشره في بلاد ما وراء النهر. قتل في معركة مرج أردبيل وظلت الجيوش العربية بعد ذلك إلى أمد طويل تضرب المثل لكل ليلة حربية شديدة بقولها «ليلة كليلة الجراح» ولكل يوم عصيب بقولها «يوم كيوم الجراح».[50]
- القائد عبدالرحمن بن حبيب الحكمي أحد قادة الدولة الأموية من قبيلة الحكم ذكره المؤرخون في حروب الدولة الأموية ضد الخوارج حيث طلب الحجاج بن يوسف الثقفي من أمير المؤمنين عبد الملك بن مروان مددا لقتال الخوارج بقيادة شبيب بن يزيد فأرسل له عبد الملك القائد عبد الرحمن بن حبيب الحكمي بجيش قبائل مذحج في ثلاثة آلاف رجل، وبلغ ذلك شبيبا فخرج إليه فيمن بقي من أصحابه، فاقتتل القوم يوما وليلة قتالا شديدا، ثم ولى شبيب منهزما.[51][52][53]
- الأمير الحجاج بن عبد الله الحكمي، وهو أخو الجراح بن عبد الله الحكمي له ذكر في المغازي، وولاه أخوه إمرة الجيش فغزا اللان سنة ست ومائة فصالحهم، وأدوا إليه الجزية واستخلفه على أرمينية حتى قتل سنة اثنتي عشرة ومائة للهجرة. قال ابن الكلبي: استشهد الجراح بن عبد الله الحكمي ومن معه في مرج أردبيل واستخلف أخاه الحجاج بن عبد الله الحكمي.[54]
- الحارث بن الجلاح الحكمي أستشهد مع علي رضي الله عنه عندما خرج للمبارزة بصفين سنة 37هـ. وهو الحارث بن الجلاح الحكمي نسبة إلى قبيلة الحكم روى نصر في كتاب صفين أنه قتل مع أمير المؤمنين علي رضي الله عنه في معركة صفين، قتله كريب بن الصباح الحميري من آل ذي يزن مبارزة وقتل معه المرتفع بن الوضاح الزبيدي وعابد (عايذ) بن مسروق الهمداني مبارزة أيضا ثم رمي بأجسادهم بعضها فوق بعض وقام عليها بغيا واعتداء ونادى من يبارز فبرز إليه أمير المؤمنين علي رضي الله عنه فقتله وقتل معه اثنين مبارزة ثم نادى من يبرز فلم يبرز إليه أحد فنادى الشهر الحرام بالشهر الحرام والحرمات قصاص فمن اعتدى عليكم فاعتدوا عليه بمثل ما اعتدى عليكم واتقوا الله واعلموا أن الله مع المتقين.[55]
- شرحبيل بن منصور الحكمي: أصيب في المبارزة بصفين مع علي رضي الله عنه.[55]
- أبو أيوب بن باكر الحكمي: في صفين مع علي رضي الله عنه.[55]
- مرداس بن صبيح الحكمي: شاعر جاهلي معمر عاش ثلاثين ومائتي سنة، يظهر من شعره أنه كان فارساً شجاعاً وشاعراً فصيحا، قد خاض صراع ومنافرات مع فرسان قبيلة حجور الهمدانية، فقال:[25][56]

- عُمِير بن بَشِير بن عُمير الحكمي: جاهلي وله يقول الشاعر:

- الصحابي قدامة بن مالك بن خارجة بن عمرو بن سلهم الحكمي: ترجم له ابن حجر وأفاد أنه «وفد على رسول الله صلى الله عليه وسلم, وشهد فتح مصر، وكان في مائتين من العظماء» وقال: «وهو والد نعيم الذي كان بـ «دلاص» بصعيد مصر (غربي النيل معدودة في البهنسا انظر معجم البلدان 2/459) وزعم سعيد بن عفير أن الذي كان بمصر أبوه مالك، وأنه هو الذي شهد فتح مصر.» وترجم لهذا الرجل غير واحد من المؤرخين مثل ابن مندة وأبي نعيم وابن يونس.
- حليف قريش عبد الله بن سعد السلهمي الحكمي: هو عبد الله بن سعد بن جابر بن عمير بن بشير بن بشر السلهمي الحكمي، ذَكَرَهُ ابْنُ الْكَلْبِيّ، والرّشاطيّ، وأنه سكن مكَّة. حالف قريشًا وتزوج آمنة بنت عفان، أخت الخليفة عثمان بن عفان فولدت له ابنه محمدًا، وولده بالمدينة، وكانت تحته أختُ أم سلمة زوج النبي أيضًا. ذكره البلاذري في كتاب أنساب الأشراف فقال: «عبد الله بن سعد بن جابر بن عمير بن بشير بن بشر، من ولد حارقة بن مظة بن سلهم بن الحكم». كانت تحته ابنة لأبي أمية بن المغيرة. وكانت عند عبد الله بن سعد هذا ابنة عفان، أخت عثمان، فولدت له محمدا؛ وولده بالمدينة، ومنهم ناس بالبصرة. وذكره الزبيري في كتاب «نسب قريش» فقال: «وآمنة بنت عفان، ولدت: محمد بن عبد الله بن أبي سعد بن حكم، وعبد الله بن سعد بن جابر بن عمير بن بشير بن بشير بن عويمر بن الحارث بن كبير بن السبل بن حدقة بن مظة بن سلهم بن الحكم، كانت تحته آمنة بنت عفان، أخت عثمان بن عفان، فولدت له محمد بن عبد الله».
- جعادة بن أفلح بن الحارث الحكمي، خطيب جاهلي، ذكر في كتاب الأمالي أن نشأ للملك سلامة ذي فائشٍ ابن ٌ كأكمل ِ أبناءِ المقاول، وكان به مسرورًا يرشِّحُه لموضعِه، فركبَ ذات يومٍ فرسًا صعْـباً فكبا به فوقصه، فـجَـزَعَ عليه أبوه جزعًا شديدًا، وامتنعَ مِنَ الطعامِ، واحتجبَ عنِ الناسِ، واجتمعتْ وفودُ العربِ ببابه ليعزوه، فلامَه نـُـصَحاؤه في إفراطِ جزعِه، فخرجَ إلى الناس. فقامَ خطباؤهم يُــؤَسُّوْنه، وكان في القوم جعادةُ بنُ أفلحَ بنِ الحارثِ الحكمي والمُلَبب بنُ عوف بنِ سلمةَ بنِ عمرو بنِ سلمةَ الجعفي. فقام جعادة فقال:[57]

«أيها الملكُ، لا تشعرْ قلبـَـك الجزعَ على ما فاتَ، فيغفلَ ذهنـُـك عن الاستعدادِ لما يأتي، وناضلْ عوارضَ الحُزنِ بالأنـَـفـَـةِ عنْ مُضَـاهَــاةِ أفعالِ أهلِ وَهـْـي ِ العقولِ، فإنّ العزاءَ لحُـزمَاءِ الرجالِ، والجزعَ لربَّاتِ الحِـجَـال، ولو كانَ الجزعُ يردّ فائتـًا، أو يحيي تالفاً، لكانَ فعلاً دنيئاً، فكيف به وهو مجانبٌ لأخلاقِ ذوي الألبابِ ؟! فارغبْ بنفسِك - أيها الملكُ - عما يتهافتُ فيه الأرذلون، وصُنْ قدرَك عما يرتكبُه المخسوسون، وكن على ثقةٍ أنّ طمعَـك فيما استبدتْ به الأيامُ، ضِــلـّـة ٌ كأحلام ِ النيام ِ».
- عمر بن يزيد الحكمي: عندما أتت اليمانية يزيد بن الوليد فأرادوه على أن يبايعوهُ، فقال عمر بن يزيد الحكمي ليزيد: إن العباس بن الوليد أخاكَ سيد أهل بيتك، فإن بايعك لم يُخالفكَ الناس، وإن أبى فالناس له أطوع، وإن أبيت مشاورته فأظهر بيعته لك. وكانت أرض الشام في تلك الأيام وبيئة فخرج الناس إلى البوادي، وكان الوليد بن يزيد متبديًا، وكان العباس بن الوليد بالقسطل فأتى يزيد أخاهُ فأخبره الخبر وشاوره وعابَ الوليد فقال له العباس: مهلا يا يزيد فإن في نقض عهد الله فساد الدين والدنيا. فرجعَ يزيد إلى منزله ودَبَّ في الناس فبايعوهُ سرًّا.[58][59]

لما ورد حميد بن عبد الملك بن المهلب، وخالد بن يزيد بن المهلب على يزيد بن عبد الملك بكتاب ابن المهلب إليه في طلب الأمان استشار الناس في أمانة، فقالت المضرية: لا تؤمنه فإنه أحمق غدار، وقالت اليمانية: تؤمنه فتحقن الدماء ويستصلحه قومه. فأمر فكتب له أمان على أن يقيم ببلده، وأنفذه مع عمر بن يزيد الحكمي وخالد بن عبد الله القسري، وصرف حميدا وخالدا معه، فتقدم خالد بن يزيد إلى أبيه بالبشارة. فأجاره عمر بن يزيد الحكمي وخالد القسري بأمان يزيد له ولأهله
- عبد الله بن زيد الحكمي ، كان يلي شرطة عبد الملك بن مروان، وكان من صحابة سليمان بن عبد الملك. حكى ابن عفير قال: أن عبد الله بن زيد الحكمي كان من خاصّة سليمان بن عبد الملك، وكان في مائتين من العطاء.[62]
- عتبة بن حماد بن خليد الحكمي: راوٍ للحديث ويُكنى أبو خليد. قال عنه الخطيب البغدادي «ثقة»، وقال عنه ابن حجر العسقلاني «صدوق»، وقال عنه أبو حاتم الرازي «شيخ».[63]
- مالك بن أبي مريم الحكمي: راوٍ للحديث. قال عنه ابن حجر العسقلاني «مقبول»، وقال عنه محمد بن إسماعيل البخاري «ذكره في التاريخ الكبير»، وقال: «سمع عبد الرحمن بن غنم يعد في أهل الشام» وقال عنه أبو حاتم بن حبان البستي «ذكره في الثقات» وقال «يروي المراسيل».[64]
- محمد بن عبد الرحمن الحكمي ، راوي للحديث، قال عنه أبو زرعة الرازي : أحسن القول فيه.
- مطير بن علي بن عثمان بن أبي بكر الحكمي، من بني الحكم، من نسله محدثون انتهت إليهم الرحلة. قال الزبيدي: وهم أكبر بيت باليمن.[65]
- الشاعر العباسي المشهور أبو نواس الحسن بن هانئ بن عبد الأول بن الصباح الحكمي، شاعر عربي من أشهر شعراء عصر الدولة العباسية ويكنى بأبي علي وأبي نواس. ولد في الأهواز ونشأ في البصرة، ورحل إلى بغداد فاتصل فيها بالخلفاء من بني العباس، ومدح بعضهم، وخرج إلى دمشق، ومنها إلى مصر، فمدح أميرها الخصيب، وعاد إلى بغداد فأقام إلى أن توفي فيها. قال الجاحظ: ما رأيت رجلا أعلم باللغة ولا أفصح لهجة من أبي نواس. وقال أبو عبيدة: كان أبو نواس للمحدثين كامرئ القيس للمتقدمين. وأنشد له النظَّام شعراَ ثم قال: هذا الذي جمع له الكلام فاختار أحسنه. وقال كلثوم العتابي: لو أدرك أبو نواس الجاهلية ما فضل عليه أحد. وقال الإمام الشافعي: لولا مجون أبي نواس لأخذت عنه العلم. تاب الشاعر أبو نواس عما كان فيه وأتجه إلى الزهد وقد أنشد عدد من القصائد التي تدل على توبته.[66][67]

ومن قصائده:
وقال أيضا:
- الشيخ الإمام رفيع الشأن احْمَد بن ابى الْفَتْح الحكمي الملقب بـشهَاب الدَّين، نزيل مكة، كان من كبراء العلماء ذا مهابة وجلالة، وكان من أرباب الأحوال ذكر مبدأ أمره في رسالة له سماها نسمات الأسحار في ذكر بعض أولياء الله الأخيار، وذكر مشايخه الذين تلقى عنهم بأرض اليمن ومنتهى سنده إلى الحكمي والبجلي أصحاب عواجة، وعواجة بلدة بأرض اليمن بلد الحكمي والبجلي. والف لَهُ فتح الرِّضَا فِي نشر الْعلم والاهتدا فِي الإجازة لتلميذه حفيد ابْن حجر.[68]
- القاضي العلامة، وإمام المحققين في عصره محمد بن علي بن عمر بن محمد بن يوسف آل عمر الحكمي الملقب بابن عمر الضمدي صاحب لامية أبن عمر الضمدي في الإستسقاء، وصف بأنه الحجة، والقاضي العلامة، وإمام المحققين في عصره، وأنه من أئمة المعقول، والمنقول، أوحد زمانه في الفروع والأصول، ومن الذين تبحروا في جميع الفنون، وكان فيه من مكارم الأخلاق ما يبهر العقول، وما لا تسعه الأوراق، وفيه من السخاء ما لا يوجد في غيره، عرف بحبه للأعمال الصالحة، إذ قيل بأنه هو الذي عمر بلدة ضمد، وبنى مسجدها الجامع المشهور الذي اجتاحه السيل عام 1201هـ. في عام 973 هـ أجتاحت المخلاف السليماني مجاعة ضارية عرفت بسنة «أم العظام» وكانت سنة جدب وقحط، فتكت بالأغلب بالأعم من سكانه، وعزت الأقوات، بل لم يجد الناس مايقتاتون به، فأضطر الأغلب من سكان البوادي إلى سحق العظام، وسفها، وقلي الدم، فخرج الناس للاستسقاء وأمهم رجل مسن وهو ابن عمر الضمدي فلما وقف أمام الناس حمدالله وأثنى عليه بما هو أهله ثم ترجل هذه القصيدة ارتجالا، فما انتهى منها إلا وقد أنهمر المطر وما استطاع الحراك من مكانه إلا محمولا على أكتاف الرجال من شدة المطر ومما قاله القاضي الفَقيهُ محمد بنُ عليِّ بنِ عُمرَ الضَّمديُّ رحمهُ اللهُ تعالَى في قصيدته مرتجلاً قال في مقدمتها:[69]

- الفقيه والشاعر، والمؤرخ الثقة عمارة بن علي بن زيدان بن أحمد الحكمي الملقب بـنجم الدين، مؤرخ ثقة، وشاعر فقيه أديب، ولد في تهامة سنة (515 هـ/ 1121 م) ورحل إلى زبيد سنة 531هـ، وقدم مصر برسالة من القاسم بن هشام أمير مكة إلى الفائز الفاطمي سنة 550 هـ فأحسن الفاطميون إليه وبالغوا في إكرامه، فأقام عندهم، ومدحهم. ولم يزل موالياً لهم حتى دالت دولتهم وملك السلطان (صلاح الدين) الديار المصرية، ومن مصنفاته «تاريخ اليمن»، «المُفِيد في أخبار زبيد»، «النُّكت العصريَّة في أخبار الوزراء المصريَّة».

ومن قصائده:
وقال مفتخراً بنسبه معتزاً به حتى أنه هدد به الملك الصالح طلائع بن رزيك :
- العلامة حافظ بن أحمد بن علي بن أحمد الحكمي: أحد علماء أهل السنة والجماعة، وأحد أعلام شبه الجزيرة العربية. ينتسب إلى قبيلة حكم المعروفة والتي تتمركز في المخلاف السليماني، وتعود أصولهم إلى الحكم، وهو أحد أجداد العرب القحطانية. ولد في قرية السلام المسمى حاليا بالخمس، التابعة لمدينة المضايا بجنوب منطقة جازان جنوب المملكة العربية السعودية في 24 رمضان سنة 1342 هـ، ومن مصنفاته في التوحيد منظومة «سلم الوصول إلى علم الأصول في توحيد الله واتباع الرسول» وكتاب «معارج القبول في شرح سلم الوصول» ومنظومة «الجواهر الفريدة في تحقيق العقيدة» وفي مصطلح الحديث مصنفاته منها دليل أرباب الفلاح لتحقيق فن الاصطلاح ومنظومة «اللؤلؤ المكنون في أحوال الأسانيد والمتون» نظمها سنة 1366هـ وفي الفقه وأصوله مصنفاته منها السبل السوية لفقه السنن المروية ومنظومة «وسيلة الحصول إلى مهمات الأصول» ومنظومة لامية المنسوخ وفي علم الفرائض (المواريث) مصنفاته منها رسالة «النور الفائض من شمس الوحي في علم الفرائض» صنفها في 15 من شعبان سنة 1365هـ ومنظومة «نيل السول من تاريخ الأمم وسيرة الرسول» وفي النصائح والوصايا مصنفاته منها منظومة «نصيحة الإخوان» المشهورة بـ «القاتية» والمنظومة الميمية في الوصايا والآداب العلمية. وهي قصيدة في الحث على العلم وطلبه ومنظومة «همزية الإصلاح في تشجيع الإسلام وأهله والتمسك كل التمسك بأساسه وأصله».[71][72]

له قصيدة عن العلم وفضائله يقول فيها:
أعلام بني الحكم في الأندلس
قبائل بنو الحكم دخلوا جزيرة الأندلس ومن القبائل المشاركة في الفتح الإسلامي مع الجيش الفاتح الذين أفتتحوها فاستوطنوا هناك وكانت ديارهم في قرطبة ووادي آش وغيرها من مناطق بلاد الأندلس، ذكرهم الأديب الأندلسي لسان الدين ابن الخطيب الأندلسي بنو الحكم من القبائل العربية المتواجدة في بلاد الأندلس، وبرز منهم علماء وأعلام ومنهم:
- العلامة أبو عبد الله محمد بن محمد بن يحيى بن محمد الحكمي: نسبة إلى الحكم، ويعرف باللبسي بفتح اللام المشددة والموحدة وتشديد المهملة المكسورة، نسبة إلى لبسة حصن من معاملة وادي آش، ممن تقدم في الفقه والأصلين والعربية وغيرها وأقبل الناس عليه، وأخذوا عنه، وكان كثير الاستحضار، شعلة نار في الذكاء.[74]
- العلامة محمد بن محمد بن يحيى بن عيسى بن عيسى بن محمد بن أحمد بن عيسى الشمس أبو عبد الله بن الشيخ أبي عبد الله بن زكريا الحكمي، نسبة إلى الحكم ويعرف باللبسي ولد سنة ست وثمانمائة واشتغل بالعلوم وقدم القاهرة سنة ست وثلاثين فأخذ عن شيخنا وظهرت له فضائله فنوه به عند الأشرف حتى ولاه في التي تليها قضاء المالكية بحماة فحمدت سيرته جداً وسار سيرة السلف الصالح حتى حنق على نائبها في بعض الأمور فسافر إلى حلب مظهراً إرادة السماع على حافظها البرهان فوصلها في شوال سنة تسع وثلاثين فأنزله عنده في المدرسة الشرفية ببيت ولده أبي ذر حتى حمل عنه أشياء ووصفه كما قرأته بخطه في بعض مجاميعه بالشيخ الإمام العالم العلامة ذي الفنون قاضي الجماعة وقال: إنه إنسان حسن إمام في علوم منها الفقه والنحو أصول الدين وغير ذلك نظيف اللسان معظم للأئمة وأهل العلم والخير مستحضر للتاريخ ولعلوم كأنها بين عينيه مع التؤدة والسكون وشبع النفس وكان في السنة قبلها ورد القدس فقرأ على العز القدسي ووصفه أيضاً بعلامة دهره وخلاصة عصره وعين زمانه وإنسان أوانه جامع أشتات العلوم وفريد معرفة كل منثور ومنظوم قاضي القضاة لازالت رايات الإسلام به منصورة وأعلام الإيمان به منشورة ووجوه الأحكام الشرعية بحسن نظره محبورة، وكذا قرأ على الشمس بن المصري ثم سافر إلى بلاد الروم فمات ببرصا منها في أواخر شعبان سنة أربعين.[75]
- المقرئ عبد الكبير بن محمد بن عفير أبو محمد الحكمي: سمع من أبي جعفر بن النحاس وأبي سعيد بن الأعرابي وقاسم بن إصبع والمظفر بن أحمد المصري، وقرأ على محمد بن عبد الله بن أشته ومحمد بن علي، وقرأ على الناس بقرطبة مدة وتوفي في صفر.[76]
- كبار شعراء عصر الموحدين ناهض بن محمد بن إدريس الحكمي: من أبرز شعراء الأندلس ويلقب ناهض الوادي آشي المتوفي عام 615 هـ وله قصيدة قصيدة في الإمام الحسين في ديوان القرن السابع من دائرة المعارف الحسينية 138.[77]
- جوذر الحكمي، وكان يتحقق بعلم العربية والتدقيق لمعانيها، قال ابن حيان وذكر وفاة فاتن الحكمي القائم بأمر قصر قرطبة وصاحبه جوذر وله رفعة خلاله وثقته وأمانته وفهمه ومعرفته.[78]

## تفرعات القبيلة
تنقسم قبيلة بني الحكم إلى عدة فخوذ، منها:
| - المغافير - بنو سهل - السوالمة - بنو مهدي - بنو ولي - الحواسبة - بنو ابراهيم - بنو حفظ الله - بنو الحبيلي - بنو النزيلي - ال مطير |

## كتب عن قبيلة الحكم
- كتاب من مشاهير الحكميين. تأليف: حسين صديق يحيى الحكمي. سنة النشر: 1421 هـ [83]